# 469 (číslo)
Čtyři sta šedesát devět je přirozené číslo. Následuje po číslu čtyři sta šedesát osm a předchází číslu čtyři sta sedmdesát. Římskými číslicemi se zapisuje CDLXIX a řeckými číslicemi υξθ.

## Matematika
469 je:
- Deficientní číslo
- Poloprvočíslo
- Šťastné číslo

## Astronomie
- (469) Argentina je planetka hlavního pásu, kterou objevil v roce 1901 Luigi Carnera

## Roky
- 469
- 469 př. n. l.